# 에우포르보스

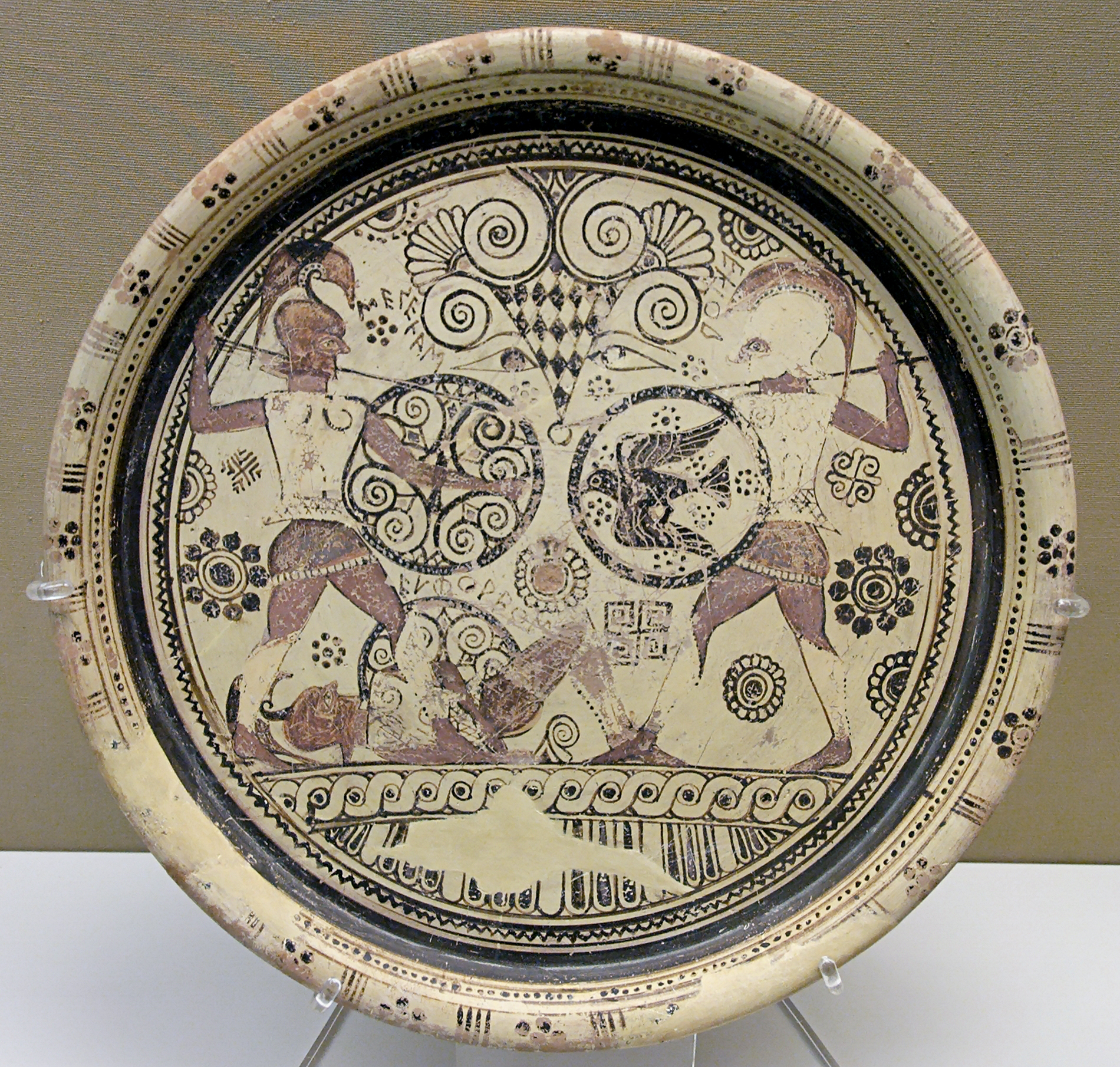
에우포르보스의 시체를 두고헥토르와 메넬라오스가 격돌하고 있음, 로도스의 장식접시.기원전 600년경, 대영 박물관소장품.

에우포르보스(Εὔφορβος)는 그리스 신화에 나오는 트로이아의 장수 중의 하나이다.
그는 다르다니에인 판토오스의 아들로 창술과 기마술이 동년배 중에서 단연 뛰어났다. 그는 아직 어린 나이지만 전쟁을 배우려는 마음에 트로이아 전쟁에 출전하여 전차를 타고 20명의 그리스 군을 죽이는 성과를 이루었다. 에우포르보스는 파트로클로스와 대면하여 그가 이미 아폴론의 가격을 받고 정신이 없는 틈을 타서 파트로클로스에게 부상을 입혔다. 부상당한 파트로클로스는 결국 헥토르의 손에 죽었다.
이어 파트로클로스의 시체를 보호하려는 메넬라오스와 에우포르보스는 서로 설전을 벌이며 맞섰다. 에우포르보스가 먼저 청동칼로 공격했으나 메넬라오스의 방패에 구부르져 버렸고 이때 메넬라오스의 창이 에우포르보스의 목을 꿰뚫었다.
그는 트로이아의 가장 뛰어난 전사 중의 하나였는데 메넬라오스는 나중에 에우포르보스의 방패를 아르고스의 헤라 여신께 바쳤다. 일설에는 그가 프로테실라오스를 죽인 사람이라고도 한다.
피타고라스 학파의 철학자 헤라클레이데스에 의하면 피타고라스는 이 에우포르보스의 환생이라고 한다. 헤라클레이데스의 이러한 주장은 나중에 디오게네스 라에르티우스에 의해 다시한번 확인되었다.

## 같이 보기
- 그리스 신화의 등장인물 목록